# Phaeophilacris flavipes
Phaeophilacris flavipes är en insektsart som beskrevs av Lucien Chopard 1957. Phaeophilacris flavipes ingår i släktet Phaeophilacris och familjen syrsor. Inga underarter finns listade i Catalogue of Life.